# Procureur général d'État
Pour les articles homonymes, voir Procureur général.
Ne doit pas être confondu avec Procureur général des États-Unis.

Étiquette politique des actuels procureurs généraux :
Démocrate
Républicain
Indépendant
Vacant

Le procureur général d'État (en anglais : state attorney general) est une fonction existant au sein des 50 États et des territoires américains. Il est le principal conseiller juridique du gouvernement et est chargé de l'application de la loi dans l'État. Dans certains États, le procureur général est à la tête du département d'État à la justice, avec des responsabilités similaires au département de la Justice des États-Unis au niveau fédéral.

## Élection ou nomination
La plupart des procureurs généraux sont élus au suffrage universel direct, ce qui est le cas dans 43 États. Les procureurs généraux élus le sont pour un mandat de quatre ans, à l'exception du Vermont où le mandat est de deux ans.
Sept États n'élisent pas leur procureur général. Dans les États de l'Alaska, d'Hawaï, du New Hampshire, du New Jersey et du Wyoming, le procureur est nommé par le gouverneur. Le procureur général du Tennessee est nommé par la Cour suprême de l’État pour une durée de huit ans. Dans le Maine, il est élu par la législature de l’État pour un mandat de deux ans,.
Le district de Columbia et les territoires de Guam et des Mariannes du Nord élisent leur procureur général pour quatre ans. Aux Samoa américaines, à Porto Rico et dans les Îles Vierges américaines, il est nommé par la gouverneur. À Porto Rico, le procureur est officiellement dénommé « secrétaire à la justice » ( secretary of justice) mais il est communément appelé « procureur général ».

## Nombre de mandats
34 États n'imposent aucune limite du nombre de mandats, en dehors d'éventuelles limites d'âge.
L'Arkansas, la Californie, le Michigan et le Nevada imposent une limite de deux mandats à vie.
Dix États limitent leurs procureurs à exercer deux mandats consécutifs, ce qui permettrait d'exercer de nouveau le poste après un mandat : Alabama, Arizona, Colorado, Floride, Kentucky, Nouveau Mexique, Ohio, Pennsylvanie, Rhodes Island et Dakota du sud.
Le Montana limite à deux mandats de 4 ans sur une période de 16 ans. Le Maine limite à 4 mandats de deux ans consécutifs.

## Liste
Ci-dessous se trouve la liste des actuels procureurs généraux d’État des États-Unis.
| Procureur général               | État                     | Parti                      | Depuis le          | Fin du mandat             |
| État                            | État                     | État                       | État               | État                      |
| ------------------------------- | ------------------------ | -------------------------- | ------------------ | ------------------------- |
| Steve Marshall                  | Alabama                  | Républicain                | 10 février 2017    | 2027                      |
| Treg Taylor                     | Alaska                   | Républicain                | 30 janvier 2021    | Nommé par le gouverneur   |
| Kris Mayes                      | Arizona                  | Démocrate                  | 2 janvier 2023     | 2027                      |
| Tim Griffin                     | Arkansas                 | Républicain                | 10 janvier 2023    | 2027                      |
| Rob Bonta                       | Californie               | Démocrate                  | 23 avril 2021      | 2027                      |
| Jeff Jackson                    | Caroline du Nord         | Démocrate                  | 1er janvier 2025   | 2029                      |
| Alan Wilson                     | Caroline du Sud          | Républicain                | 12 janvier 2011    | 2027                      |
| Phil Weiser                     | Colorado                 | Démocrate                  | 8 janvier 2019     | 2027                      |
| William Tong                    | Connecticut              | Démocrate                  | 9 janvier 2019     | 2027                      |
| Drew Wrigley                    | Dakota du Nord           | Républicain                | 8 février 2022     | 2027                      |
| Marty Jackley                   | Dakota du Sud            | Républicain                | 3 janvier 2023     | 2027                      |
| Kathy Jennings                  | Delaware                 | Démocrate                  | 1er janvier 2019   | 2027                      |
| James Uthmeier                  | Floride                  | Républicain                | 17 février 2025    | 2027                      |
| Chris Carr                      | Géorgie                  | Républicain                | 1er novembre 2016  | 2027                      |
| Anne Lopez                      | Hawaï                    | Démocrate                  | 5 décembre 2022    | Nommée par le gouverneur  |
| Raúl Labrador                   | Idaho                    | Républicain                | 2 janvier 2023     | 2027                      |
| Kwame Raoul                     | Illinois                 | Démocrate                  | 14 janvier 2019    | 2027                      |
| Todd Rokita                     | Indiana                  | Républicain                | 11 janvier 2021    | 2029                      |
| Brenna Bird                     | Iowa                     | Républicain                | 3 janvier 2023     | 2027                      |
| Kris Kobach                     | Kansas                   | Républicain                | 9 janvier 2023     | 2027                      |
| Russell Coleman                 | Kentucky                 | Républicain                | 1er janvier 2024   | 2028                      |
| Liz Murrill                     | Louisiane                | Républicain                | 8 janvier 2024     | 2028                      |
| Aaron Frey                      | Maine                    | Démocrate                  | 2 janvier 2019     | 2025                      |
| Anthony G. Brown                | Maryland                 | Démocrate                  | 3 janvier 2023     | 2027                      |
| Andrea Campbell                 | Massachusetts            | Démocrate                  | 18 janvier 2023    | 2027                      |
| Dana Nessel                     | Michigan                 | Démocrate                  | 1er janvier 2019   | 2027                      |
| Keith Ellison                   | Minnesota                | Démocrate                  | 7 janvier 2019     | 2027                      |
| Lynn Fitch                      | Mississippi              | Républicain                | 9 janvier 2020     | 2028                      |
| Andrew Bailey                   | Missouri                 | Républicain                | 3 janvier 2023     | 2029                      |
| Austin Knudsen                  | Montana                  | Républicain                | 4 janvier 2021     | 2029                      |
| Mike Hilgers                    | Nebraska                 | Républicain                | 5 janvier 2023     | 2027                      |
| Aaron Ford                      | Nevada                   | Démocrate                  | 7 janvier 2019     | 2027                      |
| John Formella                   | New Hampshire            | Républicain                | 22 avril 2021      | 2025                      |
| Matt Platkin                    | New Jersey               | Démocrate                  | 14 février 2022    | Nommé par le gouverneur   |
| Letitia James                   | New York                 | Démocrate                  | 1er janvier 2019   | 2027                      |
| Raúl Torrez                     | Nouveau-Mexique          | Démocrate                  | 1er janvier 2023   | 2027                      |
| Dave Yost                       | Ohio                     | Républicain                | 14 janvier 2019    | 2027                      |
| Gentner Drummond                | Oklahoma                 | Républicain                | 9 juillet 2023     | 2027                      |
| Dan Rayfield                    | Oregon                   | Démocrate                  | 31 décembre 2024   | 2029                      |
| Dave Sunday                     | Pennsylvanie             | Républicain                | 21 janvier 2025    | 2029                      |
| Peter Neronha                   | Rhode Island             | Démocrate                  | 1er janvier 2019   | 2027                      |
| Jonathan Skrmetti               | Tennessee                | Républicain                | 1er septembre 2022 | 2030                      |
| Ken Paxton                      | Texas                    | Républicain                | 5 janvier 2015     | 2027                      |
| Derek Brown                     | Utah                     | Républicain                | 6 janvier 2025     | 2029                      |
| Charity Clark                   | Vermont                  | Démocrate                  | 5 janvier 2023     | 2027                      |
| Jason Miyares                   | Virginie                 | Républicain                | 15 janvier 2022    | 2026                      |
| JB McCuskey                     | Virginie-Occidentale     | Républicain                | 13 janvier 2025    | 2029                      |
| Nick Brown                      | Washington               | Démocrate                  | 15 janvier 2025    | 2029                      |
| Josh Kaul                       | Wisconsin                | Démocrate                  | 7 janvier 2019     | 2027                      |
| Bridget Hill                    | Wyoming                  | Républicain                | 7 janvier 2019     | Nommée par le gouverneur  |
| District fédéral et territoires |                          |                            |                    |                           |
| Brian Schwalb                   | District de Columbia     | Démocrate                  | 2 janvier 2023     | 2027                      |
| Doug Moylan                     | Guam                     | Républicain                | 2 janvier 2023     | 2025                      |
| Gordon Rhea                     | Îles Vierges américaines | Indépendant                | 29 avril 2024      | Nommé par le gouverneur   |
| Edward Manibusan                | Mariannes du Nord        | Indépendant                | 13 janvier 2015    | 2027                      |
| Janet Parra Mercado             | Porto Rico               | Nouveau Parti progressiste | 2 janvier 2025     | Nommée par la gouverneure |
| Fainu'ulelei Alailima-Utu       | Samoa américaines        | Démocrate                  | 21 janvier 2021    | Nommé par le gouverneur   |